# Ascocentropsis pusilla
Ascocentropsis pusilla là một loài thực vật có hoa trong họ Lan. Loài này được (Aver.) Senghas & Schildh. mô tả khoa học đầu tiên năm 2000.